# Publius Carisius
Publius Carisius war ein römischer Senator und Feldherr der augusteischen Zeit, der in den 20er Jahren v. Chr. den Stamm der Asturer in Nordspanien bekämpfte.

## Leben
Publius Carisius entstammte der gens Carisia. Der antike Historiker Cassius Dio gab sein Pränomen fälschlicherweise als Titus an, wie sich anhand einiger erhaltener Münzen des Carisius feststellen lässt.
Unter Augustus fungierte Carisius etwa von 27 bis 22 v. Chr. als legatus Augusti pro praetore Lusitaniens. Der Kaiser führte seit 26 v. Chr. persönlich den Kantabrischen Krieg (29–19 v. Chr.) gegen die noch nicht unterworfenen Stämme der Kantabrer und Asturer. Die Region, in der die kriegerischen Auseinandersetzungen stattfanden, liegt südlich des Kantabrischen Gebirges, (spanisch Cordillera Cantábrica oder Sistema Cantábrico) eines Gebirgszugs in Nordspanien, der eine westliche Verlängerung der Pyrenäen darstellt. Als Grund der römischen Interventionen werden nach römischen Quellen fortwährende Überfälle der Kantabrer auf benachbarte römische Regionen gesehen und deren Versuch, ihren Herrschaftsbereich zu erweitern. Anfang 25 v. Chr. unternahmen die Asturer einen überraschenden Angriff gegen drei in der Nähe des Flusses Astura errichtete römische Winterlager. Sie stiegen von ihren schneebedeckten Bergen herab, zogen an diesen Fluss und wollten mit ihren Truppen in drei Kolonnen die römischen Stützpunkte attackieren. Doch die Brigäkiner, die das Gebiet von Benavente (Provinz Zamora) besiedelten, verrieten Carisius die den Legionen drohende Gefahr.
Aufgrund dieser rechtzeitigen Warnung gelang es Carisius, die Asturer noch vor deren Attacke auf die römischen Lager anzugreifen und nach einem blutigen Kampf zu schlagen. Die besiegten Asturer zogen sich in ihre gut befestigte Stadt Lancia zurück, die beim heutigen Mansilla de las Mulas und in einer Entfernung von etwa 20 km von León lag. Nach der Einnahme von Lancia sorgte Carisius dafür, dass seine Legionäre die Stadt nicht in Brand steckten. Anschließend bemächtigte er sich weiterer Städte der Asturer.
Das Jahr 25 v. Chr. beschloss Carisius, indem er die zu entlassenden Soldaten der Legio V Alaudae und Legio X Gemina in der von Augustus neu gegründeten Veteranenkolonie Emerita Augusta (heute Mérida) ansiedelte. Auf einigen Münzen des Carisius sind die Festungswerke der neuen Kolonie zu sehen.
Angeblich aufgrund der Härte und den Anmaßungen des Carisius kam es 22 v. Chr. zu einer Rebellion der Asturer. Der gleichzeitig mit einem Aufstand der Kantabrer konfrontierte Statthalter der Provinz Hispania citerior, Gaius Furnius, unterstützte nach der Unterdrückung der kantabrischen Revolte mit seinem Heer den Carisius; vereint konnten die beiden römischen Feldherren auch die Asturer besiegen und erneut zur Unterwerfung zwingen.
Über das weitere Schicksal des Carisius wird in den erhaltenen Quellen nichts berichtet.